# Kevin O'Higgins
Kevin Christopher O'Higgins (en irlandés: Caoimhghín Críostóir Ó hUigín; 7 de junio de 1892–10 de julio de 1927) fue un político que ejerció los cargos de Vicepresidente del Consejo Ejecutivo y ministro de Justicia (1922-1927), ministro de Asuntos Exteriores en junio y julio de 1927 y ministro de Asuntos Económicos de enero a septiembre de 1922. Fu Teachta Dála (TD) entre 1921 y 1927. Fue Diputado  (MP) por el condado de la reina (1918-1921).
Formó parte del Sinn Féin, antes de convertirse en un destacado miembro de Cumann na nGaedheal. Desde su puesto de ministro de Justicia, O'Higgins estableció la policía irlandesa conocida como Garda Síochána. Su hermano Thomas y sus sobrinos Tom y Michael fueron también elegidos TDs en varias ocasiones.
Junto con Arthur Griffith, Michael Collins y Eoin O'Duffy, O'Higgins es una figura importante en la historiografía nacionalista irlandesa, representando una posición revolucionaria más conservadora en contraste con el  republicanismo. Tras participar en la Guerra de Independencia, se posicionó entre los pro-Tratado y contribuyó a la creación del Estado Libre Irlandés en la guerra civil irlandesa. Durante este tiempo firmó las órdenes de ejecución de setenta y siete prisioneros políticos. Sería asesinado posteriormente por una unidad del IRA anti-Tratado en Booterstown, Dublín.

## Contexto
Kevin O'Higgins nació en Stradbally, Condado de Laois, uno de los dieciséis hijos del Dr. Thomas Higgins y Anne Sullivan, hija del político Nacionalista Timothy Daniel Sullivan. Su tía estuvo casada con el Parlamentario Nacionalista  Tim Healy. Fue educado por los Jesuitas en el Clongowes Wood College, de donde fue expulsado. O'Higgins entró entonces a Knockbeg College, Escuela de Santa María de los Hermanos Cristianos de Portlaoise. Con el propósito de convertirse en sacerdote asistió al St Patrick's College en Maynooth. De allí fue expulsado por no respetar las normas que prohibían fumar, y fue enviado al Seminario de Carlow. Asistió al University College Dublin.
O'Higgins se unió a los Voluntarios irlandeses en 1915. Era eficaz, tenía una personalidad enérgica y pronto fue nombrado capitán de la compañía de Stradbally, brigada de Carlow. Se unió al Sinn Féin, pero pronto fue arrestado y encarcelado en 1918. Durante su estancia en prisión fue elegido MP por el condado de la reina (Laois).

## 1919–1923
En 1919, el Primer Dáil eligió a su "Aireacht" (gabinete ministerial) bajo la sombra de la guerra de la Independencia. O'Higgins fue nombrado Viceministro de Gobierno Local bajo William Thomas Cosgrave. Cuando Cosgrave fue arrestado en 1920, O'Higgins asumió el puesto de su predecesor. Como otros escritores en Sinn Féin, O'Higgins creía que los extremistas se autoengañaban; de hecho, los propios escritores rechazaban el calificativo maldito de extremista
El Sinn Féin se fracturó en 1922 a causa de los términos del Tratado anglo-irlandés. En el debate que tuvo lugar en el Dáil, O'Higgins defendió su apoyo al Tratado apelando a cuestiones prácticas y al hecho de que el acuerdo firmado era, posiblemente, lo máximo que se podría lograr de las autoridades inglesas. Fue elegido Teachta Dála (TD) por Leix–Offaly, siendo nombrado ministro de Justicia y Asuntos Exteriores en el Gobierno Provisional.
Con el estallido de la guerra civil irlandesa en junio de 1922, O'Higgins intentó restaurar el orden público utilizando la mano dura. Entre entonces y mediados de 1923, firmó sentencias de muerte para setenta y siete prisioneros republicanos de guerra, incluyendo la de Rory O'Connor, que había sido su padrino de boda. O'Higgins y sus colegas no consideraban a los republicanos como prisioneros de guerra, sino como delincuentes. En represalia por su actuación, el IRA anti-Tratado asesinó su padre y quemó su casa familiar en Stradbally, condado de Laois.
O'Higgins temía, como muchos de sus colegas, que un conflicto civil prolongado proporcionaría a los británicos una excusa para asumir el control sobre el Estado Libre. Permaneció de manera nominal al Ejército irlandés al comienzo de la guerra, en una etapa que describió como "muy breve, pero muy brillante". El general Richard Mulcahy se mostró menos impresionado, remarcando que la "presencia personal de O'Higgins en el cargo de Adjunto a General en aquella época (julio–agosto 1922) era la presencia personal de una persona que no entendía lo que estaba pasando".
En agosto de 1922, después del asesinato de Collins, O'Higgins fue trasladado del Ejército al Ministerio de Asuntos Interiores. O'Higgins se había formado una imagen negativa de Cosgrave, después de haber trabajado para él en el Gobierno Local, y no le gustó que fuera nombrado Presidente del Consejo Ejecutivo. De las alternativas Mulcahy había sido visto como indeciso, pedante y demasiado cercano al Ejército (opiniones que se extenderían tras el incidente de Kenmare), mientras que O'Higgins no era un republicano declarado. En el Gobierno del tercer Dáil fue considerado, junto con Desmond Fitzgerald, como uno de los del “grupo de Donnybrook " - un tanto desmarcado del resto en temas como la lengua irlandesa, autarquía y militarismo.
O'Higgins había creado la Garda Síochána, pero en septiembre de 1922, la fuerza adolecía de falta de disciplina. Se nombró a Eoin O'Duffy como Comisario de la Garda. O'Duffy era un buen organizador y trabajaba para lograr el nacimiento de una fuerza respetada y desarmada. O'Duffy insistía en la ética de los nacionalistas católicos para distinguir a la Gardaí de su predecesora, la RIC. Posteriormente, se convertiría en una organización cada vez más autoritaria, lo que causó varias discusiones de alto nivel entre O'Higgins y O'Duffy. Cosgrave nombró vicepresidente a O'Higgins en diciembre de aquel año.

## Política y carrera posterior
En marzo de 1924, en mitad del "Army Mutiny", un motín del ejército, el ministro Joseph McGrath dimitió del gabinete y el presidente Cosgrave se retiró por enfermedad. O'Higgins, como jefe de Gobierno de facto, invirtió la política apaciguadora de Cosgrave y se enfrentó a los amotinados. En junio, tras la entrada en vigor del Acta de Ministerios y Secretariados de 1924 pasó as er ministro de Justicia.
Como ministro de Asuntos Exteriores consiguió incrementar la autonomía irlandesa dentro de la Commonwealth. O'Higgins era visto como el "hombre fuerte" del gabinete. Una vez se describió a sí mismo como "el revolucionario más conservador que nunca hubiera conseguido una revolución exitosa". Aunque sus enemigos de la extrema izquierda le suponían tendencias fascistas, O'Higgins se opuso con fuerza al ala de Cumann na nGaedheal partidaria de tomar a Italia como inspiración. No aprobaba el feminismo de izquierda. Por ejemplo, cuando el líder del Partido Laborista, Thomas Johnson, le preguntó en el Dáil su opinión sobre si el voto femenino había sido un éxito, O'Higgins declinó dar su opinión en público.
Ridiculizó el programa democrático del Primer Dáil, con influencias socialistas, como "mayoritariamente poesía". Antes de su muerte, sopesó la idea de Arthur Griffith de crear una monarquía dual para acabar con la Partición de Irlanda.

## Asesinato
El domingo 10 de julio de 1927, O'Higgins fue asesinado a la edad de 35 años en Booterstown Avenue cerca de Cross Avenue en Dublín, cuando iba a misa en la Iglesia de la Asunción en Blackrock, Dublín, por tres miembros del IRA anti-Tratado, Timothy Coughlan, Bill Gannon y Archie Doyle, en venganza por las 77 sentencias de muerte firmadas por O'Higgins a prisioneros del IRA durante la guerra civil.
Ninguno de los tres asesinos fue jamás detenido o acusado, pero Coughlan, que era miembro de Fianna Fáil y del IRA, fue asesinado en circunstancias extrañas en Dublín, en 1928, por un policía de incógnito al que intentaba asesinar. Los otro dos (Doyle y Gannon) se beneficiaron de la amnistía a miembros del IRA concedida por Éamon de Valera, cuando asumió el poder en 1932. Gannon, que murió en 1965, se unió el Partido Comunista de Irlanda y jugó un papel primordial en la organización de voluntarios irlandeses para intervenir en la guerra civil española. No obstante, en publicaciones parciales, su papel en el asesinato de O'Higgins es omitido. Doyle fue un destacado militante del IRA durante el resto de su vida, participando en varias acciones a comienzos de los años 40. Vivió hasta la vejez, muriendo en 1980 y mostrándose orgulloso de haber participado en el asesinato de O'Higgins.

## Legado
La capilla ardiente de O'Higgins fue abierta en Mansion House antes del funeral de estado celebrado en la Iglesia de San Andrés, en Westland Row. Fue enterrado en elCementerio de Glasnevin.
En 1927 se añadió póstumamente un recordatorio a O'Higgins al cenotafio erigido en 1923 en Leinster Housededicado a Michael Collins y Arthur Griffith. Este cenotafio fue reemplazado en 1950, por un obelisco de granito más sencillo que conmemora a los tres personajes.
En julio de 2012, el Taoiseach Enda Kenny descubrió una placa conmemorativa en el cruce entre Booterstown Avenue y Cross Avenue, donde fue asesinado. Sin embargo, la placa fue pintada atacada con pintura roja y dañada poco después. Fue retirada y no se ha vuelto a colocar.

Su hermano Thomas F. O'Higgins y sus sobrinos Tom O'Higgins y Michael O'Higgins llegarían a ser parlamentarios. Su nieta Iseult O'Malley es jueza del Tribunal Supremo de Irlanda.

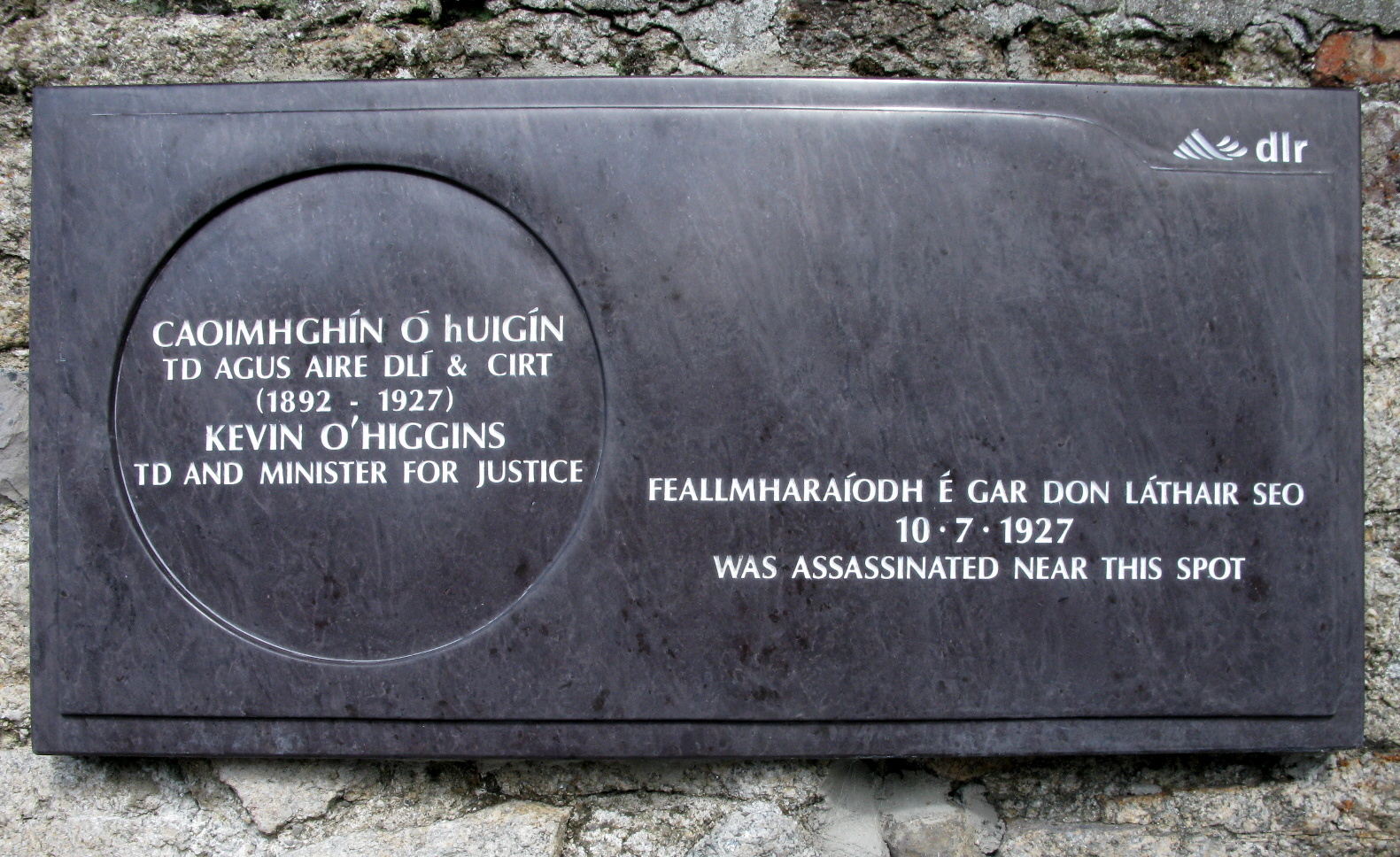
Memorial de O'Higgins, que se colocó en 2012 cerca del lugar en que fue tiroteado.
- Archivo de la Inteligencia Británica sobre Kevin O'Higgins